# Bernd Krewer
Bernd Krewer (* 1. Juni 1939 in Bitburg; † 8. August 2020) war ein deutscher Förster, Jagdkynologe und Sachbuchautor.

## Leben
Bernd Krewer trat nach seiner Ausbildung zum Förster als Forstbeamter in den Dienst des Landes Rheinland-Pfalz ein. Nach kürzeren beruflichen Einsätzen bei der Deutschen Forschungsgemeinschaft (DFG) und als Büroleiter übernahm er 1968 die Leitung des Forstreviers Hausen des Forstamtes Rhaunen. Von 1973 bis zur Pensionierung 2000 betreute er im Forstamt Wittlich-Ost die Forstreviere Alf und Springiersbach im Kondelwald. Da der Kondelwald ein Rothirsch-Kernrevier der Südeifel und ausgewiesenes Mufflon-Bewirtschaftungsgebiet ist, gehörten dabei auf die Jagd bezogene Aufgaben mit zu seinem Aufgabenbereich. Krewer war Geschäftsführer des Rothirsch-Bewirtschaftungsgebietes Cochem-Kondel und Mitglied der Trophäenbewertungskommission und ist ein bundesweit anerkannter Nachsuchenspezialist und Richter bei Schweißhund-Arbeitsprüfungen und Formbewertungen Hannoverscher Schweißhunde.

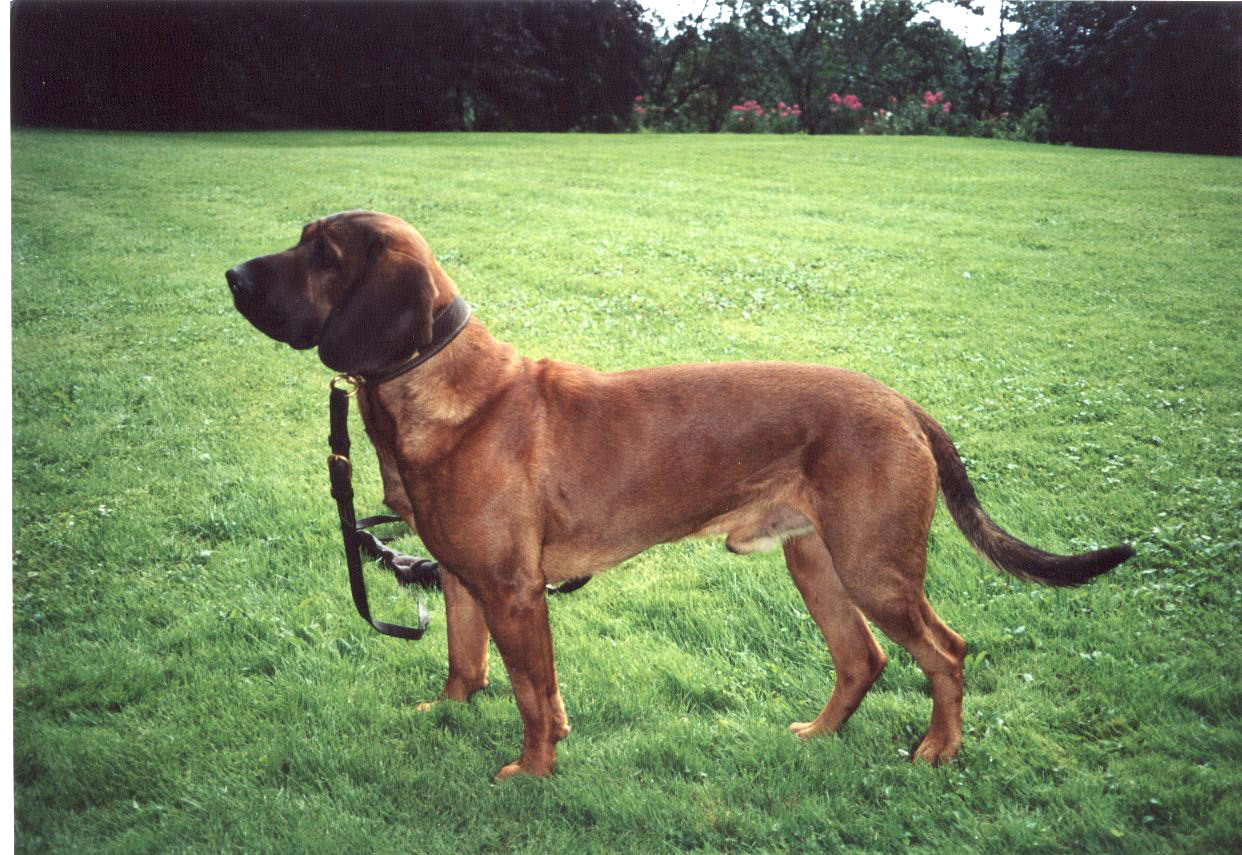
Bernd Krewer ist ein bekannter Führer des Hannoverschen Schweißhunds und Co-Autor einer Monografie über diese Hunderasse

Als Schweißhundführer setzte er vor allem Hannoversche Schweißhunde ein, die er seit 1958 führt und seit 1969 auch züchtet. Im Verein Hirschmann, der sich innerhalb des VDH und im Jagdgebrauchshundverband (JGHV) um diese Hunderasse kümmert, engagierte er sich unter anderem als Leistungs- und Formwertrichter. Für seine Verdienste ernannte ihn der Verein während der von Krewer selbst organisierten Hauptversammlung 2009 zum Ehrenmitglied. Darüber hinaus gehört Krewer zu den Gründungsmitgliedern des Vereins Jagd-Beagle, der ihn ebenso zum Ehrenmitglied ernannte wie der Deutsche Bracken-Club.
Von 1986 bis 1992 war Bernd Krewer Beauftragter für Öffentlichkeitsarbeit und Pressesprecher des Jagdgebrauchshundverbands (JGHV) und hatte in dieser Funktion auch Kontakte zur Fachgruppe Deutsche Schleppjagdvereinigung (DSJV) im Deutschen Reiter- und Fahrer-Verband (DRFV). Krewer gehörte auch über viele Jahre als Formwertrichter für Meutehunde dem Richterkollegium beim „Bundeschampionat der Meutehalter“ an, gab jedoch 2009 seinen Rückzug von diesem Amt bekannt, wobei er versprach, die Verbindung zum JGHV für die Schleppjagdvereinigung auch künftig halten zu wollen. Bei der Schleppjagdvereinigung war er zudem noch einige Jahre als Berater für Umwelt- und Naturschutz tätig.
Seine Erlebnisse und Erkenntnisse als Förster und Jäger verarbeitete Krewer ab 1985 in mehreren autobiografischen Büchern verarbeitet. Bekannt ist er aber vor allem für seine Sachbücher rund um die Praxis der Jagd. Darin ging es ihm darum, die Ansprüche der Forstwirtschaft mit den Bedürfnissen des Wildes zu vereinen. Krewer trat daher für waid-, wild- und tierschutzgerechte Jagdstrategien ein, die nicht nur dem Wild, sondern auch dem Wald zugutekommen sollen.
Seine Bücher brachte Krewer zumeist bei den auf Jagd- und Forstthemen spezialisierten Fachverlagen Neumann-Neudamm und blv heraus. Einige seiner Werke wurden ins Tschechische und Ungarische übersetzt. Er war mit seinen Vorträgen auch ein bundesweit gefragter Redner bei Versammlungen mit Jagdbezug und war als Fachexperte Mitarbeiter des ehemaligen Spartenkanals Seasons.
Bernd Krewer war verheiratet und Vater zweier Töchter und eines Sohnes. Er lebte mit seiner Frau seit 1996 in Kinderbeuern im Alftal am Fuß des Kondelwalds. Er verstarb am 8. August 2020 nach langer Krankheit.

## Schriften
- Mit Büchse und Schweißriemen, München, Wien und Zürich 1985 (ISBN 3-405-13138-3 oder ISBN 3-7888-0908-6)
- Die Nachsuche auf Schalenwild, Hannover 1989 (ISBN 3-7842-0400-7)
- Jagdhunde in Deutschland. Herkunft, Standard, jagdliche Eignung, München, Wien und Zürich 1991 (ISBN 3-405-14130-3)
- Schalenwild richtig bejagen. Wildgerechte und zeitgemäße Methoden, München, Wien und Zürich 1998 (2. Auflage München, Wien und Zürich 2003, ISBN 3-405-16636-5)
- Über Hirsche, Hunde und Nachsuchen, 2. Auflage, Melsungen-Schwarzenberg 1998 (ISBN 3-7888-0715-6)
- zusammen mit Bruno Hespeler: Jung oder alt? Schalenwild richtig ansprechen, München, Wien und Zürich 2001 (4. Auflage [Neuausgabe] München 2010, ISBN 978-3-8354-0582-0)
- Hirschruf und Hundegeläut. Erfahrungen und Erlebnisse, mit Zeichnungen von Jörg Mangold, München, Wien und Zürich 2001 (2. Auflage Melsungen 2005, ISBN 3-7888-1042-4)
- unter Mitarbeit von Horst Mindermann und Mike Ramosch: Jagdreiseführer Britisch-Kolumbien, Melsungen 2002, ISBN 3-7888-0786-5
- Rund um die Nachsuche, Melsungen 2003 (ISBN 3-7888-0818-7), 2. neu bearbeitete Auflage 2011
- zusammen mit Erich Marek: Von Rauschzeit zu Rauschzeit. Ein Jahr im Schwarzwildrevier, Melsungen 2004 (ISBN 3-7888-0828-4)
- unter Mitarbeit von Gerd Bottler: Jagen mit Hunden. Einsatzbereiche, Anforderungen, Rassen, Ausbildung, München, Wien und Zürich 2004 (ISBN 3-405-16651-9)
- zusammen mit Hans Reinert: Der Hannoversche Schweißhund. Ein Rasseportrait, Melsungen 2006 (ISBN 978-3-7888-1122-8 oder ISBN 3-7888-1122-6)
- Leben für Wald und Wild, Melsungen 2009 (ISBN 978-3-7888-1248-5)
- zusammen mit Hubert Prochaska Pirsch-Zeichen, BLV-Verlag München, 2012, Jagderzählungen mit Gemälden und Skizzen (ISBN 978-3-8354-1051-0)
- Jagdhunde in Deutschland völlig neu bearbeitete und bebilderte Ausgabe, Melsungen 2012  (ISBN 978-3-7888-1488-5)
- Grüne Begegnungen, Neumann-Neudamm, Melsungen, 2016,  (ISBN 978-3-7888-1806-7)